# Os Foliões
Os Foliões é uma das 16 agremiações que participam do cortejo de blocos tradicionais, um bloco carnavalesco de São Luís, Maranhão.
Desfila no cortejo de blocos tradicionais e foi o nono bloco a desfilar no carnaval de 2025.

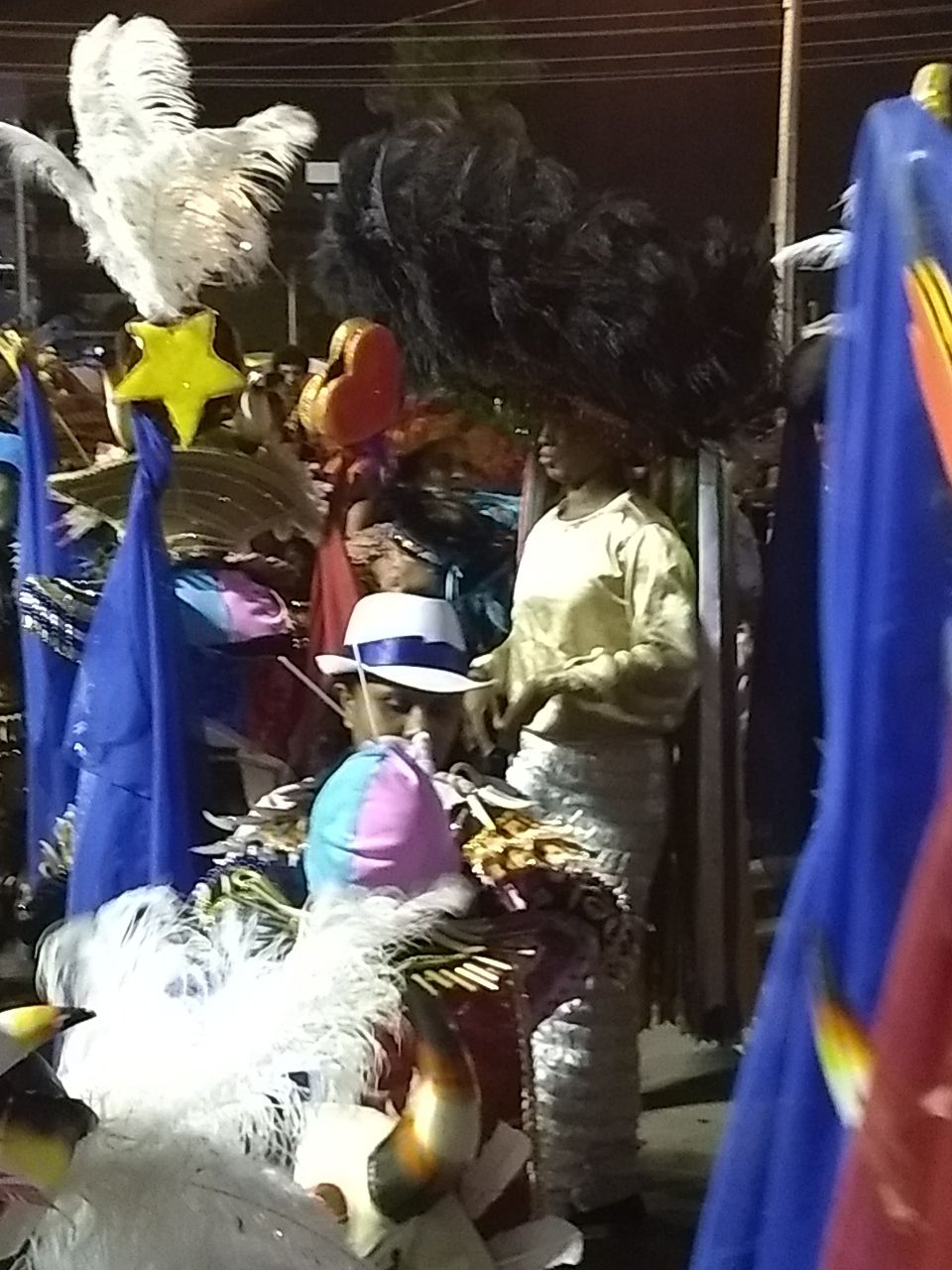
Integrante do bloco na concentração.